# Варвору (Долж)
Варвору (рум. Vârvoru) насеље је у Румунији у округу Долж. Oпштина се налази на надморској висини од 157 m.

## Становништво
Према подацима из 2011. године у насељу је живело 3344 становника.